# Frida Alexandr
Frida Alexandr (29 de dezembro de 1906 – junho de 1972) foi uma dona de casa, voluntária e autora judaico-brasileira. Sua única obra publicada, Filipson, Memórias da primeira colônia judaica no Rio Grande do Sul (1967) descreve a colônia agrícola estabelecida por imigrantes judeus no Rio Grande do Sul no início do século 20. Ela foi a primeira mulher a publicar histórias sobre imigrantes judeus a viverem no Brasil rural. e a única mulher  de Filipson a escrever sobre a colônia a partir de uma perspectiva em primeira mão.

## Biografia
Frida Schweidson era filha de imigrantes judeus russos que haviam chegado ao Brasil com o apoio da Jewish Colonization Association. Ela nasceu e foi criada na propriedade rural de seus pais, chamada de Filipson, e foi educada na escola dirigida pelos colonos.
No final da adolescência ela se casou com Boris Alexandr, um imigrante russo, e mudou-se para São Paulo, onde foi pianista de cinema mudo. Eles tiveram dois filhos e uma filha. Em São Paulo, ela tornou-se voluntária ativa da Organização Internacional de Mulheres Sionistas (Women's International Zionist Organization- WIZO). Alexandr escreveu seu único livro, Filipson, como um projeto da WIZO. Ela começou a escrever o livro a pedido de seus filhos, que tinham ouvido suas histórias de infância quando eles eram mais jovens. Ela começou a escrever o livro de memórias 20 anos após ter deixado Filipson, e o completou 20 anos mais tarde. Alguns exemplares da primeira edição foram vendidos, mas a maioria foi doada para a caridade. Nenhuma edição posterior foi publicada.

## Filipson
Filipson, Memórias da primeira colônia judaica no Rio Grande do Sul  é uma compilação de 56 narrativas que descrevem a colônia agrícola judaica entre os anos de 1905 e 1925, através dos olhos de Alexandr e outras pessoas que vivenciaram esses eventos. O livro é considerado como a única descrição em primeira mão da vida judaica em Filipson por uma mulher e o primeiro livro publicado em português a tratar exclusivamente de imigrantes judeus nas áreas agrícolas do Brasil. Alexandr inspirou-se em suas memórias de infância e adolescência em Filipson, bem como nas memórias de seus irmãos e de outros moradores, para escrever as narrativas. Escrito em português, o livro é repleto de coloquialismos regionais.
As narrativas detalham a vida e a atividade dos "camponeses, vaqueiros, retireiros de leite, farmacêuticos, curandeiros, parteiras e professores, bem como outros envolvidos na aração, plantio e colheita nos campos". Atenção é dada às práticas religiosas e cerimônias de ciclo de vida dos moradores, à construção de uma sinagoga, e à educação das crianças. Eventos externos que impactaram na colônia, incluindo "epidemias, calamidades naturais e foras-da-lei", também são discutidos. Alexandr dá voz ao desejo de muitas jovens residentes do sexo feminino de deixar os " limites sufocantes" da comunidade agrícola, um desejo que só poderia ser cumprido pelo casamento.
Hussar e Igel notam que Alexandr escreve mais como uma romancista do que uma historiadora, liberalmente empregando técnicas narrativas, tais como a "unidade de cenário e personagens recorrentes, arquétipos, temas e símbolos". O fato de ela não especificar datas para o registro histórico também indica que ela não tinha a intenção de escrever uma história por si só.